# 90 minuter 90-tal
90 minuter 90-tal är en svensk "stafettfilm", en samling av tio kortfilmer av tio olika regissörer från tio år sammansatta till en långfilm slutförd år 2000.

## Om projektet
Tanken på att låta tio svenska filmare få göra var sin kortfilms-episod om cirka nio minuter vardera som bilder av samhället det sista decenniet före millennieskiftet år 2000 följde med  VD Ingrid Edström från SVT2 och genomfördes av ansvarige för "Växthus"-satsningen för unga förmågor, Göran Lindström.  Sveriges Television i Göteborg med chefen Steen Priwin deltog och Göteborg Film Festival backade upp  projektet och visade filmerna.  Tanken var att låta fem kvinnliga regissörer och fem manliga regissörer få bidra med var sin del, som delvis hade visst samband med varandra men i princip blev tio ganska olika bilder av 1990-talets Sverige med omvärld med ganska olika form, innehåll och rytm; vissa mer komiska, absurda äventyr, andra mer allvarsamma och stillsamt poetiska. Med start 1990 visades varje år de dittills färdigställda delarna – en ny per år – vid både Göteborgs filmfestival och i Sveriges Television, och år 2000 visades de sammansatta som en långfilm i sin helhet. Varje film gjordes av olika bolag, personal och medverkande. Efter projektets fullbordan anordnades ett seminarium i anslutning till filmfestivalen, där de flesta regissörerna också deltog. — "Flera i panelen var rörande överens om att allvar är en bristvara i svensk film och att det behövs mer än bara säljande komedier." (Göteborgs Posten 31.1.2000).
Producenter för filmprojektet var Göteborgs filmfestival tillsammans med Sveriges Television i Göteborg och Svenska Filminstitutet som medfinansiär. Den totala speltiden höll sig inte på 90 minuter, utan översteg 100 minuter.

## De tio filmepisoderna och deras regissörer
- 1990 – Härlig är jorden – Roy Andersson (del 1)
- 1991 – Vi ses i Kraków – Agneta Fagerström-Olsson (del 2)
- 1992 – En dag på stranden – Björn Runge (del 3)
- 1993 – Betraktelse – Gunnel Lindblom (del 4)
- 1994 – Happy Days – Lisa Ohlin (del 5)
- 1995 – Älvakungen dyker upp – Hans Alfredson (del 6)
- 1996 – Sven – Eva Bergman (del 7)
- 1997 – Den 8:e sången – Reza Parsa (del 8)
- 1998 – Fatimas tredje hemlighet – Rolf Börjlind (del 9)
- 1999 – 10:10 – Daniel Alfredson (del 10)

## Pressreaktion
Monika Tunbäck-Hanson, Göteborgs Posten (30.1.2000): "Även om decennietänkandet i sig är en konstruktion kan man redan efter ett par filmer se allmänna tendenser som stämmer förunderligt väl med alla de återblickande artiklar som kom just innan vi gick in i år 2000.
Nog tyckte jag när den kom, Gunnel Lindbloms Betraktelse, att den var lite för högtravande. Jag ser nu att den har sin uppfordrande plats i 90-talsraden med sin maning om att vi bättre skall förvalta vår jord och vårt arv. Med sin dröjande poetiska ton är Betraktelsen olik det mediala 90-tal som annars talar högt, snabbt och utan undertoner.
Men poängen med ett projekt som denna stafettfilm är att rösterna är disparata (och desperata med för den delen).
Olikheterna säger någonting om regissörerna, om deras livssyn och estetik. Att nittiotalet faller sönder i tio bitar återspeglar också det som brukar beskrivas som ett alltmer fragmentiserat samhälle".